# Natação nos Jogos Olímpicos de Verão de 1988 - 100 m livre feminino
A competição dos 100 metros livre feminino da natação nos Jogos Olímpicos de Verão de 1988 foi disputada nos dias 18 e 19 de setembro no  Jamsil Indoor Swimming Pool em Seul, Coreia do Sul.

## Medalhistas
| Ouro   | GDR Kristin Otto        |
| Prata  | CHN Zhuang Yong         |
| Bronze | FRA Catherine Plewinski |

## Recordes
Antes desta competição, os recordes mundiais e olímpicos da prova eram os seguintes:
| Tipo | Atleta             | Tempo | Local                   | Data                 |
| ---- | ------------------ | ----- | ----------------------- | -------------------- |
|      | Kristin Otto (GDR) | 54.73 | Madri, Espanha          | 19 de agosto de 1986 |
|      | GDR Barbara Krause | 54.79 | Moscou, União Soviética | 21 de julho de 1980  |

## Resultados

### Eliminatórias
Regra: As oito nadadoras mais rápidas avançam à final A (Q), enquanto as oito seguintes, à final B (q).
| Pos. | Raia | Nadador                 | CON                    | Tempo   | Notas |
| ---- | ---- | ----------------------- | ---------------------- | ------- | ----- |
| 1    | 8    | Catherine Plewinski     | FRA França             | 55.53   | Q     |
| 2    | 8    | Kristin Otto            | GDR Alemanha Oriental  | 55.80   | Q     |
| 3    | 6    | Zhuang Yong             | CHN China              | 55.84   | Q     |
| 4    | 7    | Manuela Stellmach       | GDR Alemanha Oriental  | 56.14   | Q     |
| 5    | 8    | Silvia Poll             | CRC Costa Rica         | 56.16   | Q,    |
| 6    | 7    | Karin Brienesse         | NED Países Baixos      | 56.29   | Q     |
| 7    | 8    | Dara Torres             | USA Estados Unidos     | 56.37   | Q     |
| 8    | 7    | Conny van Bentum        | NED Países Baixos      | 56.50   | Q     |
| 9    | 6    | Natalia Trefilova       | URS União Soviética    | 56.66   | q     |
| 10   | 7    | Luminița Dobrescu       | ROM Romênia            | 56.67   | q     |
| 11   | 7    | Tamara Costache         | ROM Romênia            | 56.79   | q     |
| 12   | 6    | Karen van Wirdum        | AUS Austrália          | 56.84   | q     |
| 13   | 6    | Mitzi Kremer            | USA Estados Unidos     | 56.97   | q     |
| 14   | 7    | Svetlana Isakova        | URS União Soviética    | 57.17   | q     |
| 15   | 8    | Gitta Jensen            | DEN Dinamarca          | 57.28   | q     |
| 16   | 5    | Ayako Nakano            | JPN Japão              | 57.29   | q     |
| 17   | 8    | Andrea Nugent           | CAN Canadá             | 57.33   |       |
| 18   | 8    | Marie-Thérèse Armentero | SUI Suíça              | 57.35   |       |
| 19   | 8    | Christiane Pielke       | FRG Alemanha Ocidental | 57.47   |       |
| 20   | 6    | Jane Kerr               | CAN Canadá             | 57.55   |       |
| 21   | 5    | Eva Nyberg              | SWE Suécia             | 57.57   |       |
| 22   | 4    | Susie Baumer            | AUS Austrália          | 57.76   |       |
| 23   | 6    | Lou Yaping              | CHN China              | 57.79   |       |
| 24   | 7    | Natasha Khristova       | BUL Bulgária           | 57.80   |       |
| 25   | 5    | Annabelle Cripps        | GBR Grã-Bretanha       | 57.81   |       |
| 26   | 6    | Pia Sørensen            | DEN Dinamarca          | 57.82   |       |
| 27   | 5    | Karin Furuhed           | SWE Suécia             | 57.97   |       |
| 28   | 5    | June Croft              | GBR Grã-Bretanha       | 58.19   |       |
| 29   | 5    | Jacqueline Delord       | FRA França             | 58.22   |       |
| 30   | 6    | Silvia Persi            | ITA Itália             | 58.22   |       |
| 31   | 7    | Katja Ziliox            | FRG Alemanha Ocidental | 58.39   |       |
| 32   | 5    | Kaori Sasaki            | JPN Japão              | 58.40   |       |
| 33   | 5    | Senda Gharbi            | TUN Tunísia            | 58.51   |       |
| 34   | 4    | Adriana Pereira         | BRA Brasil             | 58.53   |       |
| 35   | 4    | Karen Dieffenthaler     | TRI Trinidad e Tobago  | 58.64   |       |
| 36   | 4    | Patricia Kohlmann       | MEX México             | 59.05   |       |
| 37   | 4    | Isabelle Vieira         | BRA Brasil             | 59.15   |       |
| 38   | 4    | María Rivera            | MEX México             | 59.32   |       |
| 39   | 3    | Akiko Thomson           | PHI Filipinas          | 59.41   |       |
| 40   | 4    | Bryndís Ólafsdóttir     | ISL Islândia           | 59.56   |       |
| 41   | 3    | Carolina Mauri          | CRC Costa Rica         | 1:00.14 |       |
| 42   | 4    | Hung Cee Kay            | HKG Hong Kong          | 1:00.18 |       |
| 43   | 3    | Kim Eun-jung            | KOR Coreia do Sul      | 1:00.39 |       |
| 44   | 3    | Ana Joselina Fortin     | HON Honduras           | 1:01.11 |       |
| 45   | 3    | Fenella Ng              | HKG Hong Kong          | 1:01.27 |       |
| 46   | 3    | Han Young-hee           | KOR Coreia do Sul      | 1:01.55 |       |
| 47   | 3    | Wang Chi                | TPE Taipé Chinês       | 1:01.72 |       |
| 48   | 2    | Sabrina Lum             | TPE Taipé Chinês       | 1:02.11 |       |
| 49   | 2    | Catherine Fogarty       | ZIM Zimbabwe           | 1:02.47 |       |
| 50   | 2    | Veronica Cummings       | GUM Guam               | 1:02.63 |       |
| 51   | 2    | Angela Birch            | FIJ Fiji               | 1:02.91 |       |
| 52   | 2    | Cina Munch              | FIJ Fiji               | 1:03.06 |       |
| 53   | 1    | Carolina Araujo         | MOZ Moçambique         | 1:05.11 |       |
| 54   | 1    | Katerine Moreno         | BOL Bolívia            | 1:05.39 |       |
| 55   | 3    | Elsa Freire             | ANG Angola             | 1:05.47 |       |
| 56   | 2    | Nancy Khalaf            | LIB Líbano             | 1:06.73 |       |
| 57   | 2    | Carla Fernandes         | ANG Angola             | 1:08.15 |       |
| 058  | 1    | Rita Jean Garay         | PUR Porto Rico         | DNS     |       |

### Finais

#### Final B
| Pos. | Raia | Nadador           | CON                 | Tempo | Notas |
| ---- | ---- | ----------------- | ------------------- | ----- | ----- |
| 9    | 4    | Natalia Trefilova | URS União Soviética | 56.48 |       |
| 10   | 8    | Ayako Nakano      | JPN Japão           | 56.72 |       |
| 11   | 5    | Luminița Dobrescu | ROM Romênia         | 56.79 |       |
| 12   | 2    | Mitzi Kremer      | USA Estados Unidos  | 56.83 |       |
| 13   | 1    | Gitta Jensen      | DEN Dinamarca       | 57.02 |       |
| 14   | 6    | Karen van Wirdum  | AUS Austrália       | 57.04 |       |
| 15   | 7    | Svetlana Isakova  | URS União Soviética | 57.07 |       |
| 16   | 3    | Tamara Costache   | ROM Romênia         | 57.11 |       |

#### Final A
| Pos.              | Raia | Nadador             | CON                   | Tempo | Notas            |
| ----------------- | ---- | ------------------- | --------------------- | ----- | ---------------- |
| Medalha de ouro   | 5    | Kristin Otto        | GDR Alemanha Oriental | 54.93 |                  |
| Medalha de prata  | 3    | Zhuang Yong         | CHN China             | 55.47 |                  |
| Medalha de bronze | 4    | Catherine Plewinski | FRA França            | 55.49 |                  |
| 4                 | 6    | Manuela Stellmach   | GDR Alemanha Oriental | 55.52 |                  |
| 5                 | 2    | Silvia Poll         | CRC Costa Rica        | 55.90 | Recorde nacional |
| 6                 | 7    | Karin Brienesse     | NED Países Baixos     | 56.15 |                  |
| 7                 | 1    | Dara Torres         | USA Estados Unidos    | 56.25 |                  |
| 8                 | 8    | Conny van Bentum    | NED Países Baixos     | 56.54 |                  |